# Johannes Fässy
Johannes Fässy (auch Fäßy) (* 5. April 1781 in Frankfurt am Main; † 24. November 1871 ebenda) war ein Frankfurter Handwerker und Senator.
Johannes Fässy war Tuchbereiter in Frankfurt. Als Handwerker konnte er als sogenannter Ratsverwandter in die dritte Bank des Senates der Freien Stadt Frankfurt gewählt werden. Fässy wurde am 12. März 1827 als Ratsverwandter gewählt und gehörte dem Senat bis 1862 an. Das Organische Gesetz von 1856 hob die Aufteilung des Senats in drei Bänke auf. Seitdem trug Fässy den Titel Senator. Er gehörte dem Senat 35 Jahre lang an, so lang wie kein anderer Senator der Freien Stadt Frankfurt.
1829 bis 1834 war er darüber hinaus Mitglied des Gesetzgebenden Körpers. Er gehörte als Freimaurer der Frankfurter Loge Zur Einigkeit an.